# ’s Gravenmoer
’s Gravenmoer ist ein Dorf im Norden der niederländischen Provinz Noord-Brabant. In ihm leben 2230 Einwohner (Stand: 1. Januar 2024). Seit 1997 ist die ehemals selbständige Gemeinde Ortsteil der Gemeinde Dongen.

## Geschichte
’s Gravenmoer wurde im Jahr 1308 an einem Moorkanal gegründet und gehörte ursprünglich zur Grafschaft Holland, zu deren Herrschaftsgebiet ein Teil des Gebietes südlich der Maas zählte. Im November 1421 wurde das Dorf schwer von der Zweiten Elisabethenflut getroffen. Während des Achtzigjährigen Krieges versuchte das Dorf dem Herzogtum Brabant zugeschlagen zu werden, kam aber schließlich 1734 endgültig zu Holland. Bei der Gründung des Vereinigten Königreichs der Niederlande nach dem Fall Napoleon Bonapartes 1814 wurde ’s Gravenmoer Teil der neu gegründeten Provinz Noord-Brabant. Der Ort blieb bis 1997 eine selbständige Gemeinde und wurde dann nach Dongen eingemeindet.

## Rechtschreibung
Der Name ’s Gravenmoer wird offiziell ohne Bindestrich geschrieben, im Gegensatz zu ähnlichen Namen wie ’s-Gravenhage und ’s-Hertogenbosch.

## Politik

### Ehemaliger Gemeinderat
Bis zur Auflösung der Gemeinde ergab sich seit 1982 folgende Sitzverteilung:
| Partei                                | Sitze | Sitze | Sitze | Sitze |
| Partei                                | 1982  | 1986  | 1990  | 1994  |
| ------------------------------------- | ----- | ----- | ----- | ----- |
| CDA                                   | 4     | 3     | 2     | 5     |
| Gemeentebelangen                      | 2     | 2     | 2     | 3     |
| RPF                                   | 0     | –     | 1     | 1     |
| PvdA                                  | –     | 1     | 2     | –     |
| Protestants-Christelijke Groepering a | 1     | 1     | –     | –     |
| VVD                                   | –     | 0     | –     | –     |
| Gesamt                                | 7     | 7     | 7     | 9     |

Anmerkungen

## Persönlichkeiten
- Wim Aalders (1909–2005), Theologe